# Lekaj
Lekaj là một đô thị trong quận Kavajë thuộc hạt Tirana, Albania. Dân số năm 2005 là 7311 người.